# 園芸学者
園芸学者（えんげいがくしゃ、英: Hortist）は、農業や園芸のための技術向上と、自然現象の理解を目的とする園芸学を専攻する研究者である。

## 概要
専門分野としては、果樹園芸学、蔬菜園芸学、花卉園芸学、園芸利用学、造園学があり、花、野菜、果物を中心にさまざまな植物を扱い、植物学、生物学、自然科学などと深く関連する。
日本では、園芸学会の会員として研究発表を行い、園芸学全般またはいずれかの分野での学術的な著書や論文を著述した経歴のある人物をいう。
一方、園芸について知識や栽培経験が豊富で、栽培技術の指導や著作または品種育成などで著名であるが、学術的な立場にない人は園芸学者ではなく、園芸家または園芸研究家と呼ばれる。

## 日本の園芸学者一覧
- 安藤敏夫 (園芸学者)（wikidata）
- 赤坂信
- 鋳方末彦
- 伊東正
- 岩井英明
- 岩田正利
- 植村猶行
- 笠原貞男
- 菊池秋雄
- 木下剛
- 小須田進
- 柿崎順一
- 桐野秋豊
- 小泉力
- 小杉清
- 小林章 (京都大学)
- 杉山直儀
- 瑞慶覧長方
- 茶珎和雄
- 塚本洋太郎
- 土橋豊
- 遠山正瑛
- 富山昌克
- 長岡求
- 並河功 (園芸学者)
- 西村進
- 林角郎
- 樋浦誠
- 廣瀬忠彦
- 藤井健雄

- 松田隆作
- 真子正史
- 山本晃 (花飾学者)

## 関連事項
- 園芸
- 園芸学
- 園芸家
- 花飾学
- 植物
- 植物学
- 自然
- 自然科学
- 科学
- 花
- 芸術
- 農業
- 農学/造園/農学者/造園家/造園学者
- カーデニング